# Dokumentalistika
Dokumentalistka je izbiranje dokumentov, njihova analiza, oblikovanje informacijskih zbirk in diseminacija informacij. Dokumentalistka je lahko tudi veda, ki preučuje metode in tehniko za obdelavo vsebine dokumentov in izdelavo informacij. Sorodna izraza sta dokumentacija (zbirka dokumentov oziroma informacij, pa tudi načrtno zbiranje, obdelava, shranjevanje  in uporaba dokumentov, 'dokumentiranje') ter dokumentologija (veda, ki preučuje vsebino in zgradbo dokumentov).

## Začetki dokumentalistike
En izmed virov informacijske znanosti je kontinentalni evropski dokumentalizem, ki se je razvil iz bibliografske znanosti (Farkas-Conn, 1990).
Paul Otlet (1868-1944), "oče" dokumentalistike, in Henri La Fontaine (1854-1943), oba belgijska odvetnika in mirovna aktivista, sta uveljavila dokumentalistiko kot področje študija. Leta 1895 so v Bruslju ustanovili Mednarodni inštitut za bibliografijo (Institut International de Bibliographie – IIB). Leta 1903 je uvedel poimenovanje znanost o bibliografiji in dokumentaciji, leta 1907 pa ga je spremenil v dokumentacijo (fr. documentation). Leta 1934 je objavil razpravo Traité de documentation. Le livre sur le livre: Théorie et pratique, ki predstavlja eno prvih sistematičnih razprav o tem, kar danes poimenujemo informacijska znanost. Leta 1938 je bil Mednarodni institut za bibliografijo preimenovan v Mednarodno zvezo za dokumentacijo (Federation International de Documentation – FID) (Rayward, 1998).
Francoska knjižničarka Suzanne Briet, poznana kot »madame documentation«, je nadgradila Otletove ideje v razpravi Qu’est-ce que la documentation? (1951), ki so jo začeli citirati šele 1990.
Pojem informacijska znanost ni popolnoma prekriven z dokumentalistiko. Geslo dokumentacija je bila uvedeno v Websterjev slovar leta 1961. Strokovnjaki, ki se ukvarjajo z dokumentalistiko, so dokumentalisti.

## Razvoj dokumentalistike[4]

### Francija
Leta 1899 je bil v Franciji ustanovljen Bibliografski urad Francije (Bureau Bibliographique de France – BBF), ki se je leta 1944 preimenoval v Zvezo za dokumentarne informacije (Association d'Information Documentaire – AID). Leta 1932 je bila ustanovljena Francoska zveza dokumentacijskih centrov (Union Française des Organismes de Documentation – UFOD), ki je predstavljala zvezo francoskih informacijskih služb oziroma specialnih knjižnic (v Franciji so se specialne knjižnice imenovale dokumentacijski centri (Centres de Documentation)) (Fayet-Scribe, 1998). Beseda dokumentalistika je v rabimv frankofonskih državah, kjer je sinonim za informacijsko znanost. Te države so jasno razdelile delo med knjižničnimi in dokumentacijskimi centri. 

### Nemčija
V Nemčiji se je beseda dokumentacija uporabljala v smislu definicije NIDER. Po t. i. definiciji NIDER (Netherlands Instituut voor Documentatie en Registratuur) iz leta 1920, ki jo je postavil Donker Duyvis, je dokumentacija zbiranje, urejanje in širjenje informacij vseh vrst (Woledge, 1983).

### Velika Britanija
Od leta 1939 do 1948 je Bradford podal tri definicije dokumentacije. Njegova definicija dokumentacije iz leta 1948 se glasi: dokumentacija je proces zbiranja in predmetne klasifikacije vseh zapisov novih opažanj ter zagotavljanja njihove dostopnosti (Bradford, 1948). Besterman je ob ustanovitvi časopisa Journal of Documentation leta 1945 definiral dokumentacijo podobno  NIDER: dokument je tisto, v čemer je zapisano znanje, dokumentalistika pa je tisti proces, ki uporabnikom znanja zagotavlja dostopnost dokumentov (Woledge, 1983).

### ZDA
Dokumentacijsko gibanje v ZDA se je začelo leta 1938 z ustanovitvijo Ameriškega dokumentacijskega Inštituta (American Documentation Institute – ADI). Kljub poskusom posameznikov v SLA in ADI, da se ti dve gibanji združita, in kljub dejstvu, da so vodilni strokovnjaki bili člani obeh zvez, se to ni zgodilo. Specialno knjižničarstvo v ZDA je ostalo še naprej samostojno, ne glede na to, da ni razvilo niti lastnih teoretičnih osnov niti specializiranih šol (Williams, 1998). V Združenih državah Amerike je bilo leto 1986 prelomno v prehodu iz dokumentalistike na informacijsko znanost: American Documentation Institute se je preimenoval v American Society for Information Science. Harold Borko je bralcem revije Amrican Documentation predstavil termin v članku Information science: What is it?.

### Zveza sovjetskih socialističnih republik (ZSSR)
V ZSSR je bila leta 1921 ustanovljena Knjižnica tuje literature, ki je bila tudi glavni dokumentacijski center za indeksiranje in abstrahiranje zahodne znanstvene literature strateškega pomena. Od leta 1946 je delovala na področju prevajanja, indeksiranja in abstrahiranja državna založba znanstvene literature Inoizdat. Leta 1952 je bil ustanovljen Vsezvezni inštitut za znanstvene in tehnološke informacije (VINITI), ki je zaposloval preko 25.000 ljudi in izdajal preko 70 sekundarnih časopisov s povzetki (Richards, 1998). V sovjetski strokovni literaturi se je dokaj pogosto uporabljal tudi naziv dokumentalistika.

## Evropski kontinentalni dokumentalisti v prvi polovici 20. stoletja[11]
Razumevanje dokumentaː
- Paul Otlet (predmet kot dokument)
- Walter Schürmeyer (dokument kot materialni nosilec znanja, ki je namenjen proučevanju in primerjavam)
- Suzanne Briet (fizični dokaz kot dokument)
- Donker Duyvis (duhovna dimenzija dokumenta)
- Ranganathan (dokument kot mikromisel na ravni površini)[12]

Razločevanje med dokumentom in njegovo fizično obliko je pomembno v primeru digitalne tehnologije. Npr. tehnično poročilo v digitalni obliki obstaja fizično kot niz bajtov, vendar na tak način obstaja prav vse v digitalnem okolju. Definicija dokumenta kot fizične oblike je tudi v primeru digitalne tehnologije pomanjkljiva in problematična.
| Predmet                   | Dokument? |
| Zvezda na nebu            | ne        |
| Posnetek zvezde           | da        |
| Kamen v reki              | ne        |
| Kamen v muzeju            | da        |
| Antilopa v divjini        | ne        |
| Antilopa v živalskem vrtu | da        |